# Тангарник
Танга́рник (Conothraupis) — рід горобцеподібних птахів родини саякових (Thraupidae). Представники цього роду мешкають в Південній Америці.

## Види
Виділяють два види:
- Тангарник строкатий (Conothraupis speculigera)
- Тангарник товстодзьобий (Conothraupis mesoleuca)

## Етимологія
Наукова назва роду Conothraupis походить від сполучення слів дав.-гр. κωνος — конус і θραυπις — дрібний птах (в орнітології означає птаха з родини саякових).